# Заливино (Новосибирская область)
Заливино — село в Кыштовском районе Новосибирской области. Административный центр Заливинского сельсовета.

## География
Площадь села — 66 гектаров.

## История
Основано в 1724 году. В 1928 году деревня Заливина состояла из 127 хозяйств, основное население — русские. В административном отношении являлась центром Заливинского сельсовета Мало-Красноярского района Барабинского округа Сибирского края.

## Население
| 1926 | 2002 | 2007 | 2010 |
| ---- | ---- | ---- | ---- |
| 646  | ↘413 | ↘375 | ↘318 |

## Инфраструктура
В селе по данным на 2007 год функционируют 1 учреждение здравоохранения и 1 учреждение образования.